# Хромое лето
«Хромое лето» (англ. Crippled Summer) — 7-й эпизод 14-го сезона (№ 202) сериала «Южный Парк», премьера которого состоялась 28 апреля 2010 года.

## Сюжет
Серия имеет две сюжетные линии. Одна из них представляет собой что-то наподобие социальной телепрограммы, с помощью которой главные герои хотят помочь Полотенчику завязать с наркотиками. Другая повествует о соревнованиях среди двух команд в лагере для детей-инвалидов: Джимми и Тимми отправляются в летний лагерь вместе со своими друзьями инвалидами. Они работают над тем чтобы стать чемпионами на летних играх. Джимми старается выиграть ежегодное соревнование по сёрфингу. Но ему в этом хотят помешать капитан команды красных Нейтан и его глупый помощник Мимзи.

## Отзывы
Эпизод получил смешанные отзывы. Рэмси Айлер из IGN назвал серию блестящей, особенно похвалив возвращение Полотенчика, у которого, по его словам, "есть множество замечательных моментов в этой истории, компенсирующих его долгое отсутствие в сериале". Айлер сказал, что после разногласий, вызванных изображением Мухаммеда в предыдущих двух эпизодах, «200» и «201», он оценил, что сериал вернулся к более простому сюжету и обеспечил "небольшое комедийное облегчение".

## Пародии
- Эпизод пародирует документальный сериал «Intervention» о людях, борющихся с различными зависимостями. На протяжении всего эпизода информация о наркотической зависимости Полотенчика представлена на полностью чёрных экранах с белыми буквами. Интервью с друзьями Полотенчика и видеозапись их просьб о помощи также характерны для реалити-шоу[1][2].
- Дети из синей команды являются пародиями на персонажей «Looney Tunes». В ней находятся мальчики похожие на Поросёнка Порки, Элмера Фадда, Друпи и нескольких второстепенных героев. Также в серии используется шутка с заминированным инструментом, причём персонаж играет ту же мелодию.
- Нейтан и Мимзи являются пародией на главных героев мультфильма Rocky and Mugsy.